# 3360 Syrinx
(3360) Syrinx (tên chỉ định 1981 VA) là một tiểu hành tinh Apollo và tiểu hành tinh cắt qua Sao Hỏa được phát hiện năm 1981. Nó đến gần Trái Đất khoảng 40 Gm 3 lần trong thế kỷ 21: 33 Gm năm 2039, 40 Gm năm 2070, và 24 Gm năm 2085.